# 俞汉青
俞汉青（1966年10月—），安徽无为人，中国科学技术大学教授，主要从事水污染控制、环境生物技术、污染控制化学方面的研究工作。入选中华人民共和国教育部2007年度“长江学者”特聘教授、“跨世纪优秀人才培养计划”，2023年11月当选中国工程院院士。